# Babingtonia camphorosmae
Babingtonia camphorosmae är en myrtenväxtart som först beskrevs av Stephan Ladislaus Endlicher, och fick sitt nu gällande namn av John Lindley. Babingtonia camphorosmae ingår i släktet Babingtonia (uppkallat efter Charles Cardale Babington) och familjen myrtenväxter. Inga underarter finns listade i Catalogue of Life.